# Pendine Sands

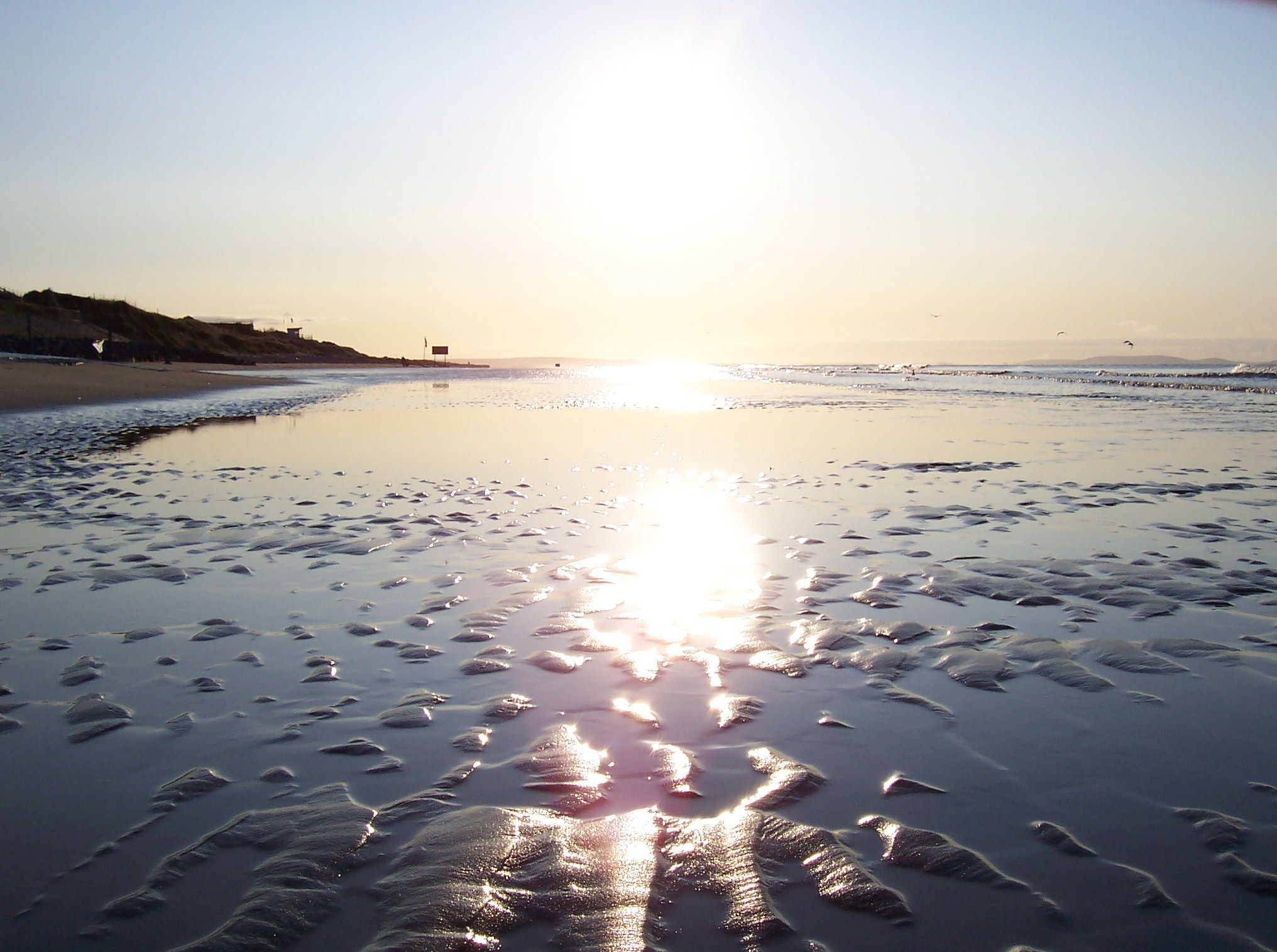
Pendine Sands, september 2008

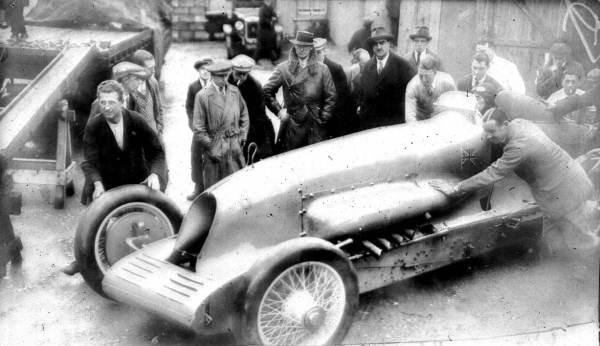
Campbell op Pendine Sands in 1927

Pendine Sands is een 11¼ km (7 mijl) lang strand aan de kust van de baai van Carmarthen aan de zuidkust van Wales. Het strekt zich uit van Gilman Point in het westen tot aan Laugherne Sands in het oosten. Het dorp Pendine is gesitueerd nabij het westelijke einde van Pendine Sands.
In de vroege 20e eeuw werd het strand gebruikt als locatie voor auto- en motorraces. Vanaf 1922 werd het jaarlijks terugkerende Welsh TT motorrace-evenement gehouden op het strand van Pendine. Het stevige gladde zand was uitermate geschikt als racebaan en was daarmee rechter en gladder dan de meeste andere straten en wegen in die tijd. Motor Cycle Magazine beschreef Pendine Sands als ‘De beste natuurlijke racebaan ooit voorstelbaar’.
Rond 1920 werd het duidelijk dat de wegen en racecircuits niet langer toereikende locaties waren om wereldsnelheidsrecordpogingen op land te houden, toen snelheden van 240 km/h (150 mph) werden benaderd. Voor een snelheidsrecord moest een afstand van 1,6 km (1 mijl) op topsnelheid worden afgelegd. Samen met de ruimte die nodig was voor de acceleratie tot de topsnelheid en de veilige marge voor de remweg, betekende dit dat er een recht, vlak en glad oppervlak van ten minste 8 km (5 miles) lengte nodig was. De eerste persoon die gebruikmaakte van Pendine Sands voor een poging tot het verbreken van het wereldsnelheidsrecord op land was Malcolm Campbell. Op 25 september 1924 zette hij het record op 235,22 km/h (146,16 mph) op Pendine Sands in zijn Sunbeam 350PK auto, ook bekend als de Blue Bird.
Tussen 1924 en 1927 werd op Pendine Sands nog viermaal met succes een wereldrecord aangevallen: twee keer door Malcolm Campbell en twee keer door de Welshmen J.G. Parry-Thomas in z'n auto genaamd ‘Babs’. De 240 km/h (150 mph) grens was doorslaggevend en het record van 280,38 km/h (174,22 mph) werd in februari 1927 gezet door Malcolm Cambell in z'n tweede Blue Bird.
Op 3 maart 1927 waagde Parry-Thomas een poging om het record van Campbell te verbreken. In zijn laatste run met een snelheid van ca. 280 km/h (170 mph) brak de openliggende aandrijfketting en onthoofdde Parry-Thomas gedeeltelijk. Babs was onbestuurbaar en sloeg over de kop. Parry-Thomas was de eerste coureur die dodelijk verongelukte tijdens een wereldsnelheidsrecord op land. Dit was tevens de laatste wereldsnelheidsrecordpoging op land die op Pendine Sands werd gehouden.
Babs, de auto van Parry-Thomas werd begraven in de zandduinen nabij het dorp Pendine. Owen Wyn Owen, een techniekleraar aan het Bangor Technisch College, vroeg toestemming om Babs op te graven en kreeg die. In de vijftien jaren die daarop volgde, restaureerde hij de auto, welke nu tentoongesteld staat in het Museum of Speed in Pendine.
In 1933 vertrokken Amy Johnson en haar echtgenoot Jim Mollison van Pendine Sands in een ‘De Havilland Dragon Rapide’ voor een non-stopvlucht naar de Verenigde Staten.
Ten tijde van de Tweede Wereldoorlog verwierf het Britse Ministerie van Defensie Pendine Sands en gebruikte het als oefenschietbaan. Het strand is nog steeds eigendom van het Ministerie. Waarschuwingsborden zijn prominent aanwezig en wijzen op de gevaren van onontplofte munitie en de toegang voor het publiek is beperkt. Van maandag tot vrijdag is een deel van het strand afgesloten ten behoeve van oefeningen van het leger.
Don Wales, kleinzoon van Malcolm Campbell en neef van Donald Campbell vestigde in juni 2002 op Pendine Sands een Brits snelheidsrecord op land voor elektrisch aangedreven auto’s in de Bluebird Electric 2 met een snelheid van 220,48 km/h (137 mph).
Top Gear filmde op Pendine Sands een reportage als onderdeel van de vijfde aflevering van het vierde seizoen en keerde terug voor een tweede reportage voor de eerste aflevering van het vijfde seizoen. het programma Scrapheap Challenge gebruikte het strand voor de eerste aflevering van het tiende seizoen, die werd uitgezonden in 2008.
Vandaag de dag wordt Pendine Sands soms gebruikt voor rallyevenementen, hoewel het bezoekersaantal uit veiligheid wordt beperkt. Het strand is ook een populaire locatie voor kite-buggying en eigengemaakte hovercrafts.
Tussen 9 juli 2004 en mei 2010 was het voor alle voertuigen om veiligheidsredenen verboden om het strand te gebruiken. Echter sinds mei 2010 mogen er weer auto’s het strand op.